# Le Rochereau

Le Rochereau este o comună în departamentul Vienne, Franța. În 2009 avea o populație de 716 de locuitori.